# Miroslav Isteník
Miroslav Isteník (5. dubna 1957 – 9. června 2024) byl československý fotbalista a český fotbalový trenér, otec kladenských fotbalistů Marka a Michala Isteníka, druhý se dále věnuje herectví.
Fotbal hrál za SK Kladno (tehdy SONP / Poldi SONP / Poldi Kladno) jako obránce i útočník, stoper s obrovským přehledem, za SK Kladno odehrál 712 utkání v letech (1974)1975–1989 (nejvíce z hráčů klubu). V České fotbalové lize 1993/94 byl trenérem FK Lokomotiva Kladno.